# 山口県道194号山口秋穂線
山口県道194号山口秋穂線（やまぐちけんどう194ごう やまぐちあいおせん）は、山口県山口市を通る一般県道である。

## 概要
山口市中央1丁目から山口市秋穂東に至る。
山口市の大内地区と秋穂地区を南北に結ぶ道路の一つであるが、起点から山口市鋳銭司の国道2号交点までの区間に未改良区間が多く残っているため、大内地区と秋穂地区のアクセスには山口県道21号山口防府線 - 山口県道25号宇部防府線や山口県道61号山口小郡秋穂線などが用いられることが多い。一方で鋳銭司以南は全区間が片側1車線で整備されており、山口南ICが近いこともあり山陽自動車道から秋穂方面へのアクセスに用いられている。

### 路線データ
- 起点：山口市中央1丁目（早間田交差点、山口県道203号厳島早間田線・山口県道205号山口停車場線終点、山口県道204号宮野大歳線交点）
- 終点：山口市秋穂東（山口県道25号宇部防府線交点、山口県道61号山口小郡秋穂線終点）

## 歴史
- 1958年（昭和33年）10月1日 - 山口県告示第644号の2により認定される[1]。
- 1963年（昭和38年）5月1日 - 通過していた吉敷郡大内町が山口市に編入される。
- 1972年（昭和47年） - 山口県の県道番号再編により現行の路線番号に変更される。
- 2005年（平成17年）10月1日 - 山口市・佐波郡・吉敷郡の全4町が対等合併して改めて山口市が発足したことに伴い全線が山口市域のみを通る路線になり、併せて終点の地名表記が変更される（吉敷郡秋穂町東→山口市秋穂東）。

## 路線状況

### 重複区間
- 山口県道205号山口停車場線（山口市中央1丁目・早間田交差点（起点） - 山口市駅通り2丁目）
- 山口県道21号山口防府線（山口市鰐石町（わにいしちょう）・山口駅入口交差点 - 山口市大内千坊6丁目）

### 道路施設

#### 橋梁
- 新鰐石橋（椹野川、山口市）
- 御堀橋（仁保川、山口市）
- 中村橋（問田川、山口市）
- 沖の橋（菅内川、山口市）

## 地理

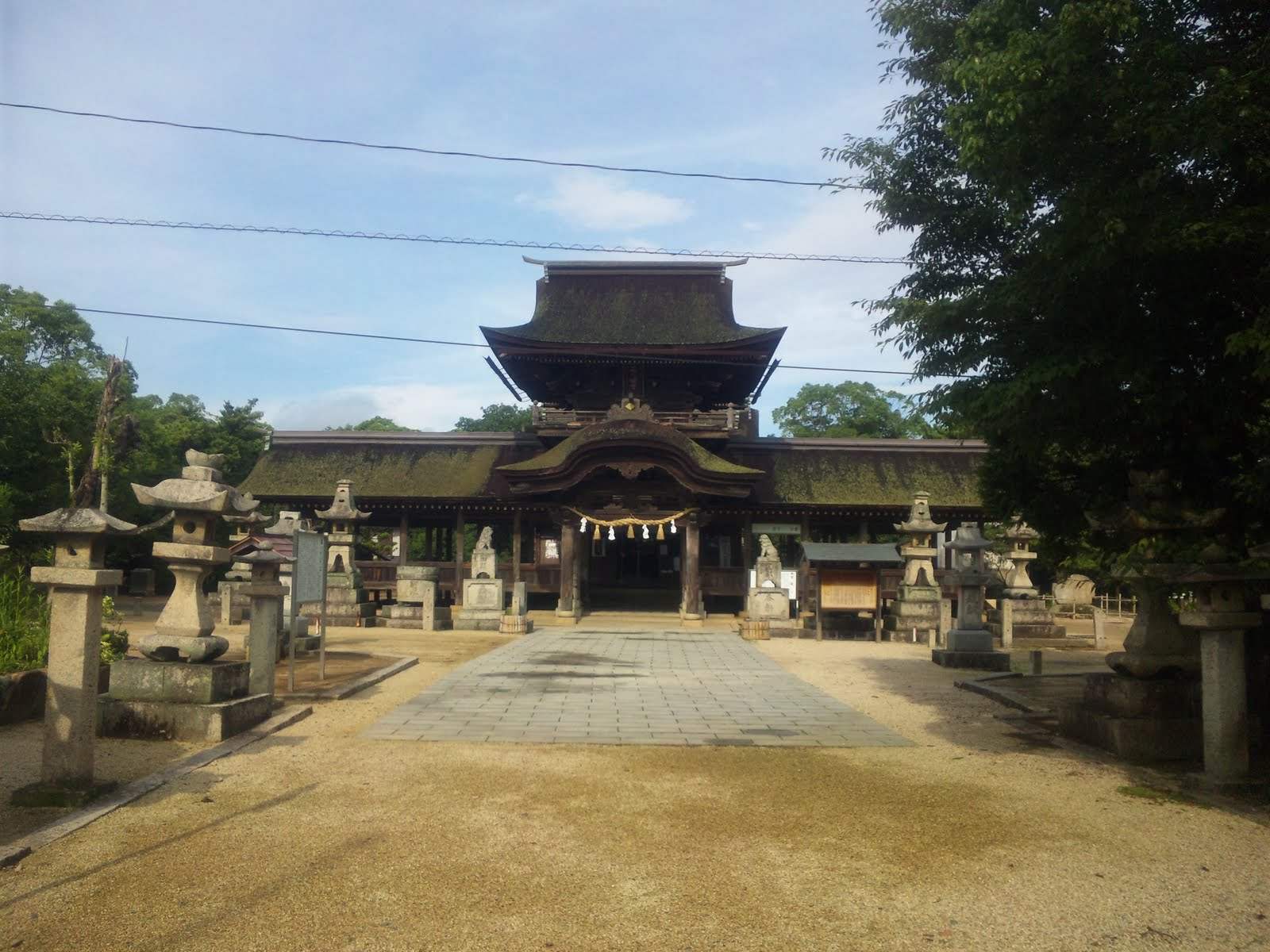
正八幡宮（山口市秋穂西）

### 通過する自治体
- 山口県
  - 山口市

### 交差する道路
| 交差する道路                                                                             | 交差する場所             | 交差する場所        |
| ---------------------------------------------------------------------------------------- | ------------------------ | ------------------- |
| 山口県道203号厳島早間田線 山口県道204号宮野大歳線 山口県道205号山口停車場線 重複区間起点 | 中央1丁目                | 早間田交差点 / 起点 |
| 山口県道201号宮野上山口停車場線 山口県道205号山口停車場線 重複区間終点                   | 駅通り2丁目              |                     |
| 山口県道21号山口防府線 重複区間起点                                                      | 鰐石町（わにいしちょう） | 山口駅入口交差点    |
| 山口県道61号山口小郡秋穂線 山口県道501号山口秋吉台公園自転車道線 重複                    | 宮島町                   | 新鰐石橋交差点      |
| 山口県道502号山口防府小郡自転車道線                                                      | 大内千坊2丁目            | [ 注釈 1 ]          |
| 山口県道21号山口防府線 重複区間終点                                                      | 大内千坊6丁目            |                     |
| 国道2号                                                                                  | 鋳銭司（すぜんじ）       | 大村交差点          |
| 山口県道208号四辻停車場線                                                                | 鋳銭司                   |                     |
| 山口県道338号大海秋穂二島線                                                              | 秋穂（あいお）西         |                     |
| 山口県道25号宇部防府線 山口県道61号山口小郡秋穂線 重複                                   | 秋穂東                   | 終点                |

### 交差する鉄道
- 山口線
- 山陽新幹線
- 山陽本線

### 沿線
- 山口市中心商店街
- JR西日本山口線 山口駅
- 山口地方裁判所
- 中村女子高等学校
- 山口県立山口中央高等学校
- 山口県立山口総合支援学校みほり分校
- テレビ山口本社
- 菅内公民館
- 山口市役所
  - 鋳銭司（すぜんじ）出張所
  - 秋穂二島出張所
  - 秋穂総合支所
- JR西日本山陽本線 四辻駅
- 山口県立山口南総合支援学校
- 山口県消防学校
- 山口県セミナーパーク
- 周防鋳銭司跡
- 正八幡宮（地図 - Google マップ）
- 山口市消防本部 南消防署 秋穂出張所

### 峠
- 小峠（山口市大内御堀 - 山口市鋳銭司）